# Тапе-Макі
Тапе-Макі (перс. تپه مکی) — село в Ірані, входить до складу дехестану Південний Барандузчай у Центральному бахші шахрестану Урмія провінції Західний Азербайджан.